# 黑風洞
黑風洞（羅馬化：Pattu Malai）是個擁有一系列洞穴與寺廟的石灰岩山丘，位在距離馬來西亞吉隆坡北方13公里的雪蘭莪州鵝嘜縣。其名「Batu」來自於山丘旁的峇都河。此外，當地的市镇以黑風洞命名，华文音译为峇都喼镇。黑風洞為印度外著名的印度教聖地之一，祭拜室建陀，並且是馬來西亞大寶森節慶典的重鎮。

## 歷史

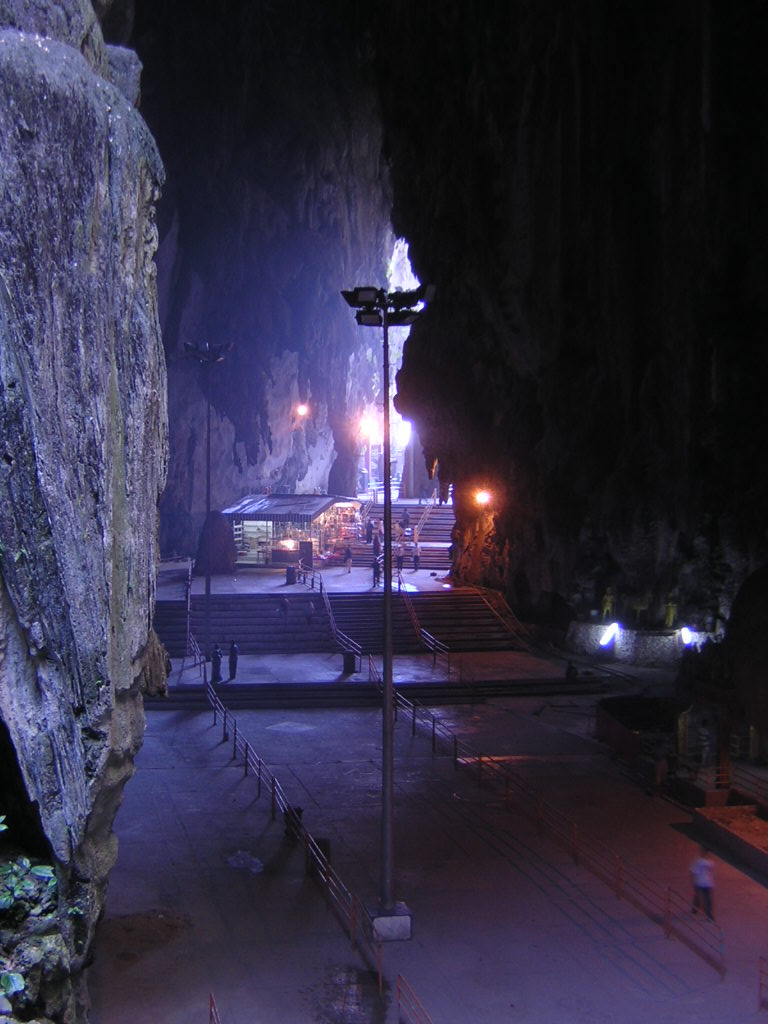
黑風洞內

黑風洞的石灰岩約形成於四億年前，早期部分洞穴被半島原住民用作住所。1860年代，馬來西亞華人為了取得鳥糞來做肥料而開鑿黑風洞。不過黑風洞真正被世人所知則是直到1878年被殖民者和美籍生物學家威廉·坦普尔·霍纳迪紀錄才逐漸成名。
黑風洞會建造室建陀的寺廟起因為印度裔貿易商担武沙美彼萊覺得黑風洞的主入口有著室建陀手持聖矛的形狀；在此之前，担武沙美曾在吉隆坡興建了詩里馬哈馬廉曼興都廟。1890年担武沙美在今天被稱為神廟洞（Temple Cave）的地方建造了室建陀的神像；1892年黑風洞開始於淡米爾曆泰月（約為公曆的一月底、二月初）舉辦大寶森節。通往神廟洞的木製階梯則是在1920年建造的，之後整修成目前看到的272級階梯。

## 相關事件
1942年1月11日（民國31年1月11日）吉隆坡陷落，2月15日，隨著新加坡守軍投降。至此馬來亞徹底遭到日军佔領，而在马来亚沦陷後抗日組織也随之興起。其中包括馬來亞共產黨所領導的馬來亞人民抗日軍。同年9月1日，馬來亞人民抗日軍在黑風洞举行秘密會議，馬共總書記莱特以汽車發生故障為由拒絕出席該會議。之後由於消息走漏，最終導致黑風洞遭到日軍包圍。而該事件也稱為9.1事件，其中導致18名馬來亞人民抗日軍成员犧牲。

## 宗教場所
黑風洞的寺廟群位於山丘海拔100公尺以上的地方，主要包含三個主洞，以及其他20多處較小的洞穴，總計整個石灰岩面積達255公頃；最大的被稱作神廟洞，其有著超過100公尺高的的天花板和裝飾華麗的印度教神龕，需要攀登272級的階梯才能到達該處。另外有兩個洞穴寺廟位於山腳，分別是洞窟藝術博物館和藝術畫廊洞穴，有許多印度教的神像和彩繪；此洞穴群於2008年重新以岩洞別墅的方式重新開幕。許多神龕是在述說室建陀獲得神矛並擊敗魔鬼蘇拉巴曼的故事，此也是大寶森節的由來。
羅摩衍那洞（Ramayana Cave）位於最左側，其內壁畫和雕塑描述印度古代傳說中的英雄羅摩（Rama）國王的生平。在通往該洞的路上，有尊50-英尺（15-）高的哈奴曼神像；哈奴曼是羅摩的助手，為史詩中的神猴；另外還有祭拜祂的寺廟，2001年11月該廟首次開始舉辦祝聖儀式。
一尊位於黑風洞入口山腳、140-英尺（43-）高的室建陀神像經過三年的興建時間，於2006年一月的大寶森節揭幕。該神像造價2千4百萬印度盧比，耗費1,550立方公尺量的混凝土，250公噸的鋼筋，以及300公升的金漆，由15位印度來的雕刻家所完成；目前為世界上最高的室建陀神像，也是世界上第二高的印度教神像。

### 管理
黑風洞的寺廟由詩里馬哈馬廉曼興都廟管理委員會管轄，該委員會也是吉隆坡詩里馬哈馬廉曼興都廟和象頭神廟的管理者。另外該委員會也是馬來西亞政府的印度教顧問，負責處理印度教相關的曆法。
- 黑風洞內的寺廟
- 黑風洞入口的神龕

## 慶典

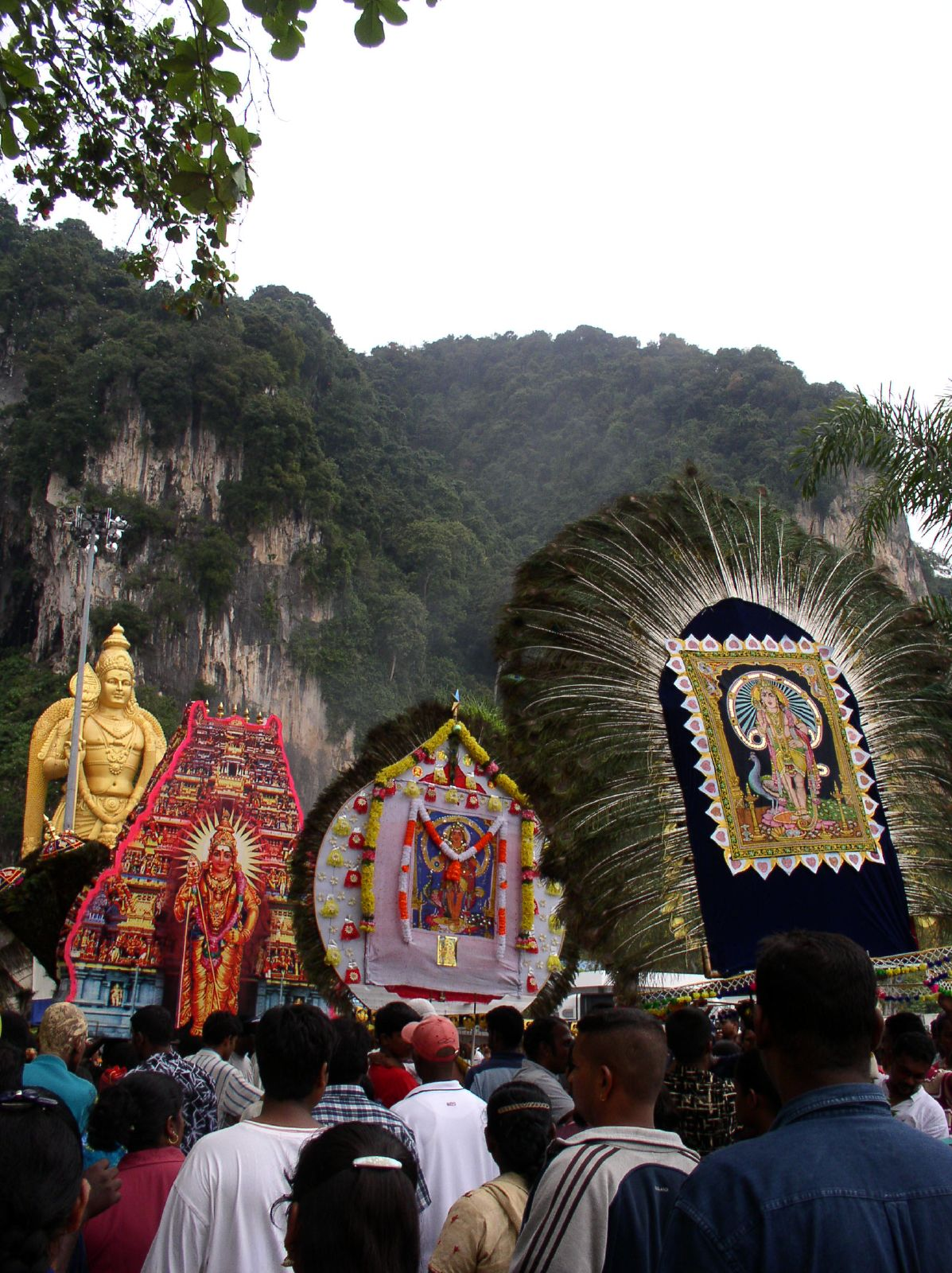
大寶森節時背負的神像

黑風洞的重點慶典為印度教社會一年一度的大寶森節；其不只是馬來西亞印度教徒參與，更有來自印度、澳大利亞、新加坡等地的印度教徒前來朝聖，使黑風洞成為世界性的印度教聖地。在大寶森節前，信徒得先經過48天左右的禁慾和齋戒儀式。在大寶森節的清晨，信徒會從吉隆坡詩里馬哈馬廉曼興都廟一路通往黑風洞，過程持續八小時；信徒會吊掛兩壺鮮奶的桿子前往祭拜室建陀，或是手持、肩負巨大並裝飾過的架子，該架子被稱作「卡瓦第」，為贖罪架或行動祭壇之意。
卡瓦第是一道木製或鐵製、裝飾華麗的拱門，其上有神像或神祇畫，有時會用孔雀羽毛和鮮果裝飾；此外信徒會將鐵架上的細桿、鐵鉤穿過皮膚、舌頭或是臉，以此做苦行以贖罪，以洗淨一年來的罪惡。有些較大型的卡瓦第重量達數十公斤，被稱作「Vel Kavadi」，只有男性可以背負。信徒會先在黑風洞旁的巴都河洗淨身體，之後沿途唱著聖歌前往黑風洞，信眾會從樓梯中央爬上，其餘非信眾則需由兩側扶手處爬上。到達神廟洞內後，由祭司向背負卡瓦第的信徒噴灑聖灰並取下穿刺在身上的鐵鉤；移除過程不會流血，信徒稱之為神的庇佑。
2007年的大寶森節吸引了超過一百五十萬的香客，使之成為史上最多人的和平集會紀錄之一。

## 生態

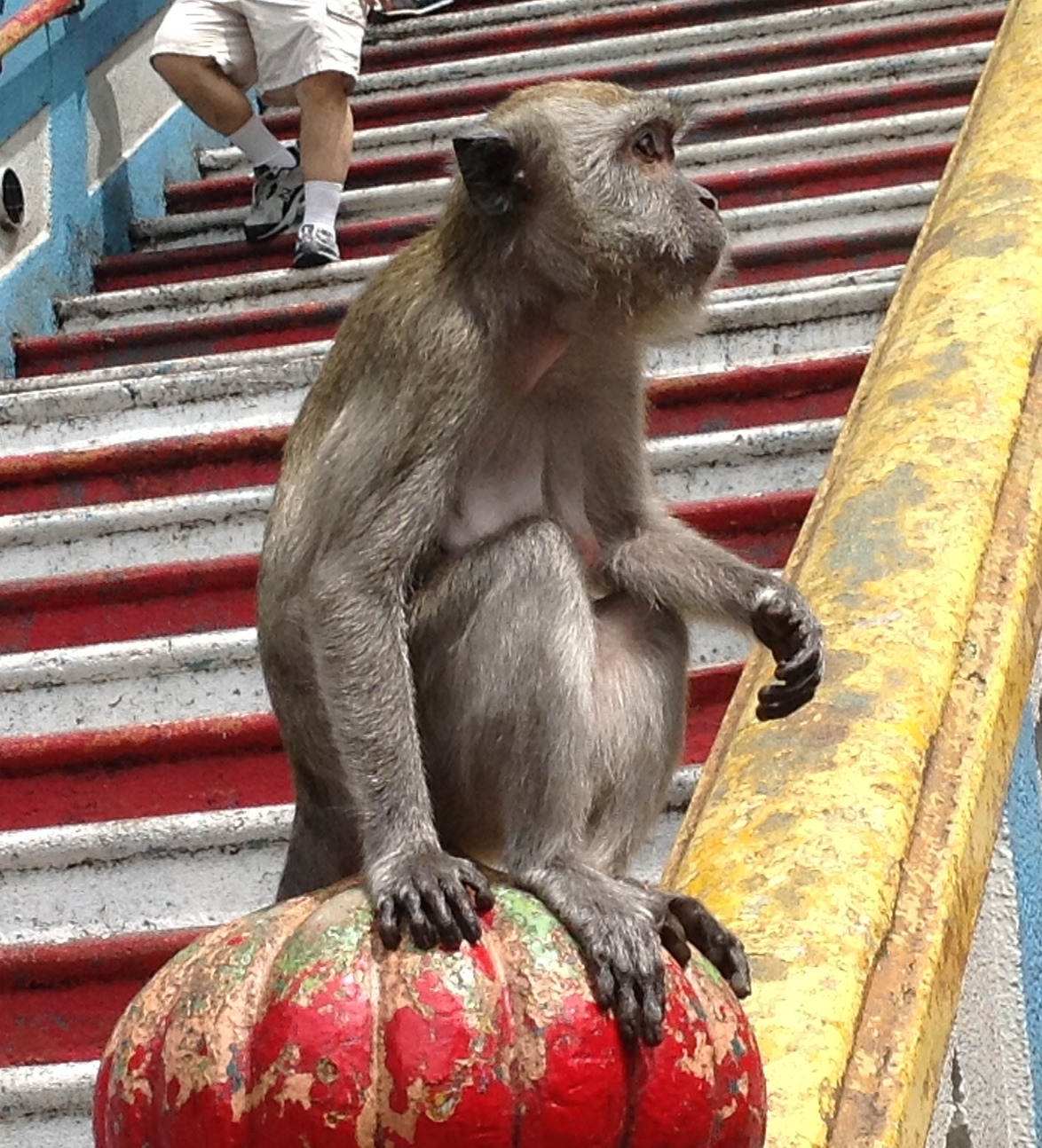
黑風洞的食蟹獼猴

現在仍有許多未開發的洞穴，有著一定程度差異的洞穴生物，並有一些特有種，像是八紡器蛛、大長舌果蝠和狐蝠。此外還有著名的大量獼猴；這些野猴會跟遊客乞食，往往有被猴子抓傷或咬傷的風險。
神廟洞下方為黑洞，黑洞由岩石構成並有一定數量的其他地方見不到的動物；其內封閉，蜿蜒長達2公里。其內還有許多需要萬年形成的鐘乳石、石筍，造出錯綜複雜的各種岩石地形。為了保持洞內的生態，該洞並不對外開放，由馬來西亞自然學會管理，並會舉辦教育性質的探險活動。

## 發展
自1970年代開始，黑風洞周圍開始有住宅開發案，有許多房地產公司到該地建設。進入二十一世紀後，黑風洞周圍已經從原本的小村子轉變為工業區、新興住宅區和商業區。此外還興建了高架陸橋通過高速公路；以及一條於2010年七月通車，造價5億1千5百萬令吉，從吉隆坡冼都延伸過來的KTM通勤鐵路芙蓉线，於該地設站黑風洞車站。
2011年1月1日大寶森節期間，政府宣布將於接下的幾年內興建纜車，粗估需要一千萬令吉。然而此計畫受到質疑，經過評估後，認為該地地形興建纜車具有高風險，因此計畫被議會終止，但該計畫仍有重啟可能的相關後續討論。

### 攀岩
此外黑風洞在二十一世紀也逐漸發展成為馬來西亞的攀岩中心；黑風洞總計有超過170條攀岩路線，從地面到150公尺高的石灰岩山丘，涵蓋了整個黑風洞。這些攀岩路線大多簡單好爬，而且不收費；比較常見的路線是從東北面起爬，東北區域又被稱作達邁岩洞（Damai Cave），而平常人走的主入口樓梯則位於南面。此外當地還有洞穴探險跟沿繩垂降等其他活動。
- 從遠處俯瞰黑風洞與其周圍的村落
- 黑風洞外側岩石地形外觀

## 相關連結
- 馬來西亞印度人
- 新加坡印度人
- 卡瓦第

## 外部連結
- Tourism Malaysia - Batu Caves
- Murugan.org - Batu Caves（页面存档备份，存于）
- How to get to Batu Caves by Train
- Cave fauna
- Rock Climbing in Batu Caves （页面存档备份，存于）